# Гура Сарациј (Бузау)
Гура Сарациј (рум. Gura Sărății) насеље је у Румунији у округу Бузау у општини Мереј. Oпштина се налази на надморској висини од 159 m.

## Становништво
Према подацима из 2002. године у насељу је живело 214 становника, од којих су сви румунске националности.